# داليا إبراهيم
داليا إبراهيم ممثلة مصرية من مواليد 24 مارس عام 1974 في مدينة القاهرة. بدأت التمثيل في سن صغيرة، وهي حاصلة على ليسانس آداب قسم المسرح، واكتشفها الفنان محمد صبحي عندما انضمت لفرقة «بالعربي الفصيح»، وعملت معه في هذه المسرحية، وقدمت معه بعد ذلك مسرحية «ماما أمريكا»، وعرفها الجمهور جيدًا في مسلسل «عائلة ونيس». توالت مشاركتها في المسلسلات بعد ذلك ومنها «الحسن البصري» و«حرس سلاح» مع عزت العلايلي، و«أبيض × أبيض» مع ممدوح عبد العليم، و«الليل وآخره» مع يحيى الفخراني، و«كناريا وشركاه» و«الدم والنار» مع فاروق الفيشاوي. لها عدة تجارب في السينما هي: «دعاء» و«قشر البندق» و«القتل اللذيذ» و«مبروك وبلبل» و«شباب رايح جاي» و«كلمني شكرًا».